# 布拉基特內 (別里斯拉夫區)
47°24′30″N 33°26′14″E / 47.40833°N 33.43722°E
布拉基特内（烏克蘭語：Блакитне）是位於烏克蘭南部的村莊，由赫爾松州別里斯拉夫區的維索科皮利亞市鎮負責管轄。該村面積8.1平方公里，海拔高度71米，2001年人口88，人口密度每平方公里10.9人。